# Calliopaea bellula
Calliopaea bellula är en snäckart som först beskrevs av d'Orbigny 1837.  Calliopaea bellula ingår i släktet Calliopaea, och familjen Stiligeridae. Arten är reproducerande i Sverige.